# Max Hauke
Max Hauke, né le 29 août 1992 à Rottenmann, est un fondeur autrichien. 

## Biographie
Hauke connaît sa première expérience internationale en 2009 avec le Festival olympique de la jeunesse européenne.
Après un top dix aux Championnats du monde junior en 2011 (septième du dix kilomètres libre), il reçoit une sélection pour les Championnats du monde élite à Oslo.
Il fait ses débuts en Coupe du monde en mars 2012 à Lahti. Il prend part aux Jeux olympiques d'hiver de 2014 et de 2018.
Le 1er mars 2019, une vidéo de lui l'expose en pleine séance de transfusion sanguine non autorisée, en Autriche, après son arrestation dans l'Opération Aderlass. Tous ses résultats entre décembre 2016 et mars 2019 sont annulés. En plus d'une suspension de quatre ans par la FIS, il reçoit une peine de 5 mois de prison avec sursis pour ces faits.

## Palmarès

### Jeux olympiques d'hiver
| Épreuve / Édition   | Sprint                           | Sprint                           | 15 km                            | 15 km                            | Skiathlon 2 × 15 km | 50 km | Relais | Relais    |
| Épreuve / Édition   | libre                            | classique                        | libre                            | classique                        | Skiathlon 2 × 15 km | 50 km | Sprint | 4 × 10 km |
| JO 2014 Sotchi      | 46e                              | Épreuve inexistante à cette date | Épreuve inexistante à cette date | 55e                              | —                   | —     | —      | —         |
| JO 2018 Pyeongchang | Épreuve inexistante à cette date | —                                | DSQ                              | Épreuve inexistante à cette date | DSQ                 | DSQ   | —      | DSQ       |

Légende :
- : pas d'épreuve
- — : Non disputée par Max Hauke

### Championnats du monde
| Épreuve / Édition           | Sprint                           | Sprint                           | 15 km                            | 15 km                            | Skiathlon 2 × 15 km | 50 km | Relais | Relais    |
| Épreuve / Édition           | libre                            | classique                        | libre                            | classique                        | Skiathlon 2 × 15 km | 50 km | sprint | 4 x 10 km |
| Mondiaux 2011 Oslo          | 55e                              | Épreuve inexistante à cette date | Épreuve inexistante à cette date | —                                | —                   | —     | 14e    | —         |
| Mondiaux 2013 Val di Fiemme | Épreuve inexistante à cette date | 48e                              | 45e                              | Épreuve inexistante à cette date | —                   | —     | —      | —         |
| Mondiaux 2015 Falun         | Épreuve inexistante à cette date | —                                | 38e                              | Épreuve inexistante à cette date | 42e                 | —     | —      | —         |
| Mondiaux 2017 Lahti         | —                                | Épreuve inexistante à cette date | Épreuve inexistante à cette date | —                                | DSQ                 | DSQ   | —      | —         |
| Mondiaux 2019 Seefeld       | —                                | Épreuve inexistante à cette date | Épreuve inexistante à cette date | DSQ                              | -                   | -     | DSQ    | —         |

Légende :
- : pas d'épreuve
- — : non disputée par Max Hauke
- DSQ : disqualifié en raison de dopage

### Coupe du monde
- Meilleur classement général : 130e en 2014.

#### Classements en Coupe du monde
| Année     | Classement général final | Classement distance |
| 2013-2014 | 130e                     | 84e                 |